# Slatina (Virovitica-Podravina)
Slatina (Hongaars: Szalatnok of Szlatina)  is een stad en gemeente in de Kroatische provincie Virovitica-Podravina.
Slatina telt 14.819 inwoners. De oppervlakte bedraagt 156 km², de bevolkingsdichtheid is 95 inwoners per km².

## Geboren
- Goran Perkovac (1962), Kroatisch handballer

Steden (gradovi): Virovitica · Orahovica · Slatina

Gemeenten (općine): Crnac · Čačinci · Čađavica · Gradina · Lukač · Mikleuš · Nova Bukovica · Pitomača · Sopje · Suhopolje · Špišić Bukovica · Voćin · Zdenci